# Liste der Baudenkmäler in Germaringen

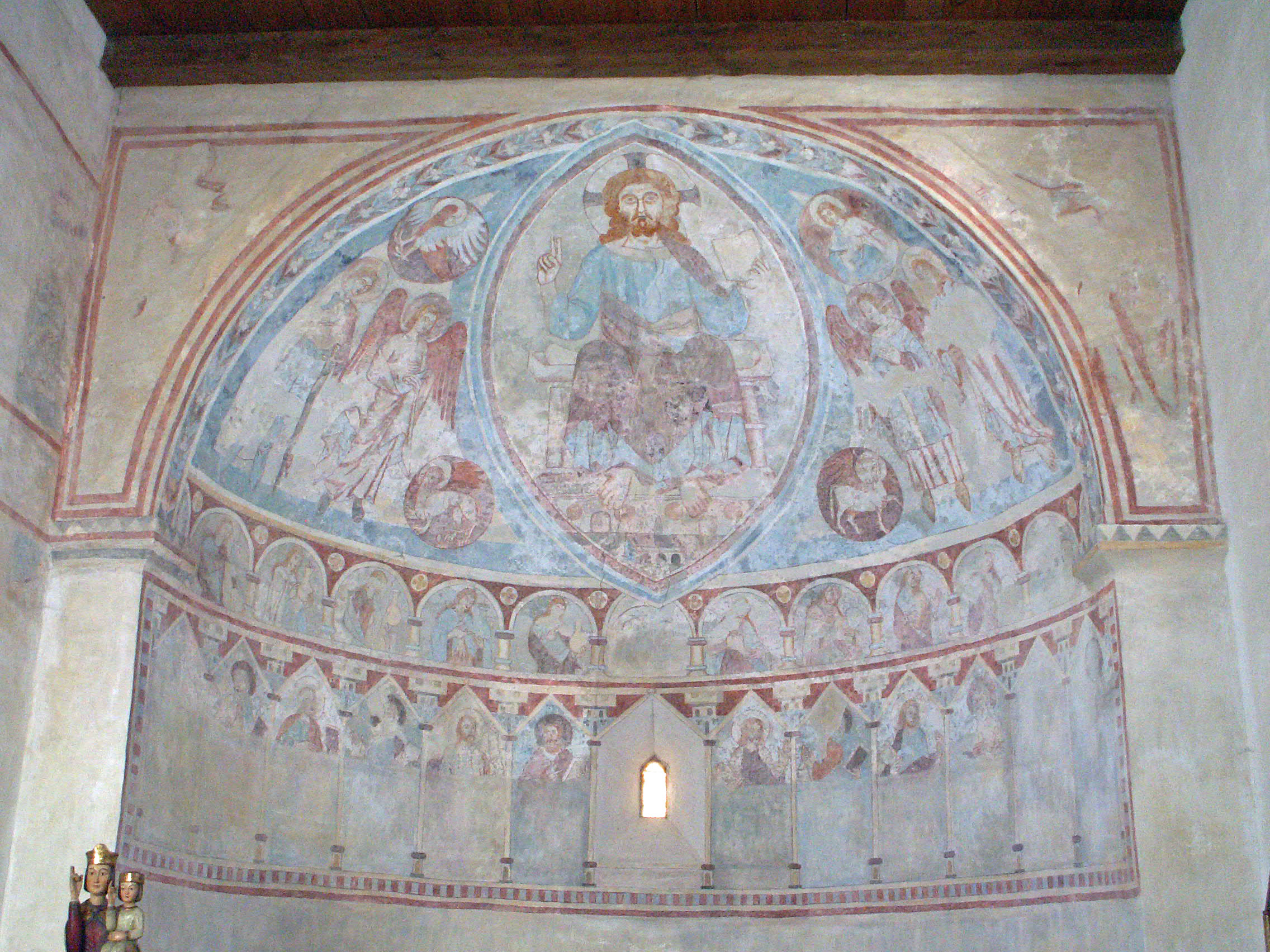
Fresken in der romanischen Kirche St. Georg, Untergermaringen

Auf dieser Seite sind die Baudenkmäler in der schwäbischen Gemeinde Germaringen zusammengestellt. Diese Tabelle ist eine Teilliste der Liste der Baudenkmäler in Bayern. Grundlage ist die Bayerische Denkmalliste, die auf Basis des Bayerischen Denkmalschutzgesetzes vom 1. Oktober 1973 erstmals erstellt wurde und seither durch das Bayerische Landesamt für Denkmalpflege geführt wird. Die folgenden Angaben ersetzen nicht die rechtsverbindliche Auskunft der Denkmalschutzbehörde. 

## Baudenkmäler nach Gemeindeteilen

### Georgenberg
| Lage                           | Objekt                             | Beschreibung | Akten-Nr.             | Bild           |
| ------------------------------ | ---------------------------------- | --- | --------------------- | -------------- |
| Georgibergstraße (Standort)    | Wegkapellen                        | Sechs Nischenbauten mit Wandgliederungen, um 1700 errichtet. | D-7-77-130-7 Wikidata | weitere Bilder |
| Georgibergstraße 33 (Standort) | Katholische Filialkirche St. Georg | Saalbau mit Satteldach und Südturm mit Steildach, um 1180 romanisches Langhaus und Chor in unverputzten, glatt behauenen Tuffquadern errichtet, im 15. Jahrhundert spätgotischer Backsteinturm ergänzt; mit Ausstattung. | D-7-77-130-6 Wikidata | weitere Bilder |

### Ketterschwang
| Lage                       | Objekt                                         | Beschreibung | Akten-Nr.             | Bild           |
| -------------------------- | ---------------------------------------------- | --- | --------------------- | -------------- |
| Bergstraße 8 (Standort)    | Katholische Pfarrkirche St. Jakobus der Ältere | Saalbau mit Satteldach, Nordturm mit Zwiebelhaube, zentralisierenden Kapellenanbauten und Wandgliederungen, 1716 Turm erbaut, 1757/58 Neubau der Kirche unter der Leitung von Pfarrer Johann Joseph Greill, Entwurf eventuell von Nikolaus Schütz, Rokoko; mit Ausstattung. | D-7-77-130-8 Wikidata | weitere Bilder |
| Querstraße 5, 7 (Standort) | Bauernhaus                                     | Flachdach und Bundwerkkniestock, erste Hälfte 19. Jahrhundert. | D-7-77-130-9 Wikidata | Bauernhaus     |

### Obergermaringen
| Lage                              | Objekt                                    | Beschreibung | Akten-Nr.             | Bild           |
| --------------------------------- | ----------------------------------------- | --- | --------------------- | -------------- |
| Kaufbeurer Straße 17 (Standort)   | Katholische Wallfahrtskirche St. Wendelin | Saalbau mit Satteldach, Doppelpilastergliederung und Türmen mit quadratischem Unterbau, Achteckaufsatz und niedriger Kuppelhaube, 1696/97 wohl nach Plan von Johann Schmuzer erbaut, Türme 1726/27 ergänzt, barock; mit Ausstattung. | D-7-77-130-1 Wikidata | weitere Bilder |
| Kaufbeurer Straße 32 (Standort)   | Gasthaus                                  | Zweigeschossiger Walmdachbau, Mitte 18. Jahrhundert. | D-7-77-130-2 Wikidata | Gasthaus       |
| Westendorfer Straße 8 (Standort)  | Katholische Pfarrkirche St. Michael       | Saalbau mit Satteldach und nördlichem Backsteinturm mit Steildach und Kleeblattbogenfriesen, im Kern zweite Hälfte 15. Jahrhundert, Satteldachturm bezeichnet mit „1487“, 1751 und 1863 erneuert, spätgotisch; mit Ausstattung.      | D-7-77-130-4 Wikidata | weitere Bilder |
| Westendorfer Straße 19 (Standort) | Wegkapelle                                | Nischenbau mit Wandgliederung, um 1700. | D-7-77-130-5 Wikidata | Wegkapelle     |

### Schwäbishofen
| Lage                       | Objekt                               | Beschreibung | Akten-Nr.              | Bild                                 |
| -------------------------- | ------------------------------------ | --- | ---------------------- | ------------------------------------ |
| Schwäbishofen 4 (Standort) | Katholische Pfarrkirche St. Nikolaus | Kleiner Saalbau mit Pilastergliederung und oktogonalem Chorturm mit Zwiebelhaube, um 1720 erbaut, barock; mit Ausstattung. | D-7-77-130-11 Wikidata | Katholische Pfarrkirche St. Nikolaus |

### Untergermaringen
| Lage                      | Objekt                                          | Beschreibung | Akten-Nr.              | Bild           |
| ------------------------- | ----------------------------------------------- | --- | ---------------------- | -------------- |
| Germarstraße 5 (Standort) | Bauernhaus                                      | Zweigeschossiger Satteldachbau mit Kniestock und Wiederkehr, nach Mitte 19. Jahrhundert. | D-7-77-130-13 Wikidata | Bauernhaus     |
| Kirchplatz 3 (Standort)   | Katholische Pfarrkirche St. Johannes der Täufer | Saalbau mit Satteldach und Nordturm mit Steildach und Wandgliederung, um 1473 Westteil des Chores und Kern des Langhauses errichtet, 1710 Umbau des Chorschlusses, Mitte des 18. Jahrhunderts Erneuerung des Langhauses, Anbau von Sakristei und Vorzeichen; mit Ausstattung. | D-7-77-130-12 Wikidata | weitere Bilder |

## Ehemalige Baudenkmäler
In diesem Abschnitt sind Objekte aufgeführt, die früher einmal in der Denkmalliste eingetragen waren, jetzt aber nicht mehr. Objekte, die in anderem Zusammenhang also z. B. als Teil eines Baudenkmals weiter eingetragen sind, sollen hier nicht aufgeführt werden. Aktennummern in diesem Abschnitt sind ehemalige, jetzt nicht mehr gültige Aktennummern.

| Lage                                        | Objekt     | Beschreibung                                                                                  | Akten-Nr.             | Bild       |
| ------------------------------------------- | ---------- | --------------------------------------------------------------------------------------------- | --------------------- | ---------- |
| Obergermaringen Tiroler Straße 1 (Standort) | Bauernhaus | Mittertennbau mit Bundwerkkniestock unter Flachdach und Tennenbundwerk, um 1820/30, erneuert. | D-7-77-130-3 Wikidata | Bauernhaus |